# Вестлейк (Луїзіана)
Вестлейк (англ. Westlake) — місто (англ. city) в США, в окрузі Калкасьє штату Луїзіана. Населення — 4781 особа (2020).

## Географія
Вестлейк розташований за координатами 30°15′36″ пн. ш. 93°15′52″ зх. д. / 30.26000° пн. ш. 93.26444° зх. д. (30.260095, -93.264468).  За даними Бюро перепису населення США в 2010 році місто мало площу 9,60 км², з яких 9,46 км² — суходіл та 0,14 км² — водойми.

## Демографія
Згідно з переписом 2010 року, у місті мешкало 4568 осіб у 1801 домогосподарстві у складі 1195 родин. Густота населення становила 476 осіб/км².  Було 1979 помешкань (206/км²).
Расовий склад населення:
| - 77,2 % — білих - 19,7 % — чорних або афроамериканців - 0,5 % — корінних американців - 0,3 % — азіатів - 0,1 % — вихідців з тихоокеанських островів |

До двох чи більше рас належало 1,5 %. Частка іспаномовних становила 3,3 % від усіх жителів.
За віковим діапазоном населення розподілялося таким чином: 26,3 % — особи молодші 18 років, 59,4 % — особи у віці 18—64 років, 14,3 % — особи у віці 65 років та старші. Медіана віку мешканця становила 35,3 року. На 100 осіб жіночої статі у місті припадало 91,9 чоловіків;  на 100 жінок у віці від 18 років та старших — 84,7 чоловіків також старших 18 років.
Середній дохід на одне домашнє господарство  становив 52 782 долари США (медіана — 49 750), а середній дохід на одну сім'ю — 65 499 доларів (медіана — 57 321). Медіана доходів становила 51 451 долар для чоловіків та 36 438 доларів для жінок. За межею бідності перебувало 14,7 % осіб, у тому числі 24,2 % дітей у віці до 18 років та 11,5 % осіб у віці 65 років та старших.
Цивільне працевлаштоване населення становило 2027 осіб. Основні галузі зайнятості: освіта, охорона здоров'я та соціальна допомога — 23,2 %, виробництво — 13,0 %, роздрібна торгівля — 10,8 %, мистецтво, розваги та відпочинок — 9,9 %.